# Alfred Oehlke
Alfred Oehlke (* 19. November 1862 in Schlobitten, Ostpreußen; † 27. April 1932 in Breslau) war ein deutscher Journalist und Zeitungsverleger.

## Leben
Oehlke studierte ab 1881 in Berlin und ab 1888 in Königsberg Geschichte, Germanistik und Philosophie. Im Laufe seines Studiums geriet er in den Konfliktkampf zwischen der liberalen und antisemitischen Richtung innerhalb der deutschen Studentenschaft. Oehlke bezog Stellung auf Seiten der Liberalen. Als Reaktion auf sein politisches Bekenntnis wurde er zu einem Duell mit Pistolen herausgefordert. Oehlke obsiegte und verwundete seinen Herausforderer tödlich, woraufhin er eine Haftstrafe verbüßen musste. Nach der Haft lernte er Hermann Settegast kennen, der ihn in die Freimaurerei aufnahm.
Er wurde zum Dr. phil. promoviert und 1891 Redakteur einer Hamburger Zeitung. 1893 kam er zur Breslauer Zeitung, wo er 1896 die Hauptschriftleitung übernahm und 1914 Verleger wurde.
1901 wurde Oehlke Logenmeister der Breslauer Loge Settegast zur deutschen Treue. In einer Logenrede definierte Oehlke, dass Freimaurerei ein "Menschheitsbund frei von den Fesseln des  Konfessionalismus sei."

## Werke
- Zu Tannhäusers Leben und Dichten, 1890
- Hermann Settegast. Eine biographische Studie, 2. Aufl. 1908
- Hundert Jahre Breslauer Zeitung, 1920
- Hermann Settegast. Sein Leben, Wollen und Wirken. Eine biographische Studie. Verlag von Alfred Unger Berlin 1904 (mit Bild).